# Диптан, Ольга Климентьевна
О́льга Климовна Ди́птан (12 декабря 1912 — 15 мая 1998) — новатор колхозного производства, звеньевая колхоза им. Ильича Васильковского района Киевской области УССР, дважды Герой Социалистического Труда (1954, 1958).

## Биография
Родилась 12 декабря (29 ноября по старому стилю) 1912 года в селе Кодаки Российской империи, ныне Васильковского района Киевской области.
С 1929 года возглавляла звено по выращиванию сахарной свёклы.
Член КПСС с 1948 года. Депутат Верховного Совета УССР 5—8-го созывов. Делегат XXI—XXIII съездов КПСС.
Участник ВСХВ (1954—1958) и ВДНХ (1963—1967).

## Награды
- дважды Герой Социалистического Труда:
  - 16.03.1954 — за высокие урожаи сахарной свеклы,
  - 26.02.1958 — за успехи в развитии сельского хозяйства.
- два ордена Ленина
- орден Октябрьской Революции
- орден Трудового Красного Знамени
- орден Дружбы народов (9.12.1982)
- орден Трудовой Славы 3-й степени
- медали
- Заслуженный работник сельского хозяйства Украинской ССР (1970)

## Память
- На родине Диптан О. К. установлен бронзовый бюст (скульптор Гутман Григорий Петрович).[3]